# Lijst van Nederlandse deelnemers aan de Olympische Winterspelen van 2014
Dit is een lijst van Nederlandse deelnemers aan de Olympische Winterspelen van 2014 in Sotsji.

## Gekwalificeerden
| Olympiër               | Sport                | Onderdeel                                                              | Ervaring  |
| ---------------------- | -------------------- | ---------------------------------------------------------------------- | --------- |
| Lotte van Beek         | Schaatsen            | 500m, 1.000m, 1.500m, ploegenachtervolging                             | debutant  |
| Bell Berghuis          | Snowboarden          | Snowboardcross                                                         | debutant  |
| Jorrit Bergsma         | Schaatsen            | 5.000m, 10.000m                                                        | debutant  |
| Jan Blokhuijsen        | Schaatsen            | 1.500m, 5.000m, ploegenachtervolging                                   | 2e spelen |
| Margot Boer            | Schaatsen            | 500m, 1.000m                                                           | 2e spelen |
| Daan Breeuwsma         | Shorttrack           | aflossing                                                              | debutant  |
| Edwin van Calker       | Bobsleeën            | Viermansbob                                                            | 2e spelen |
| Michelle Dekker        | Snowboarden          | Parallelreuzenslalom, Parallelslalom                                   | debutant  |
| Stefan Groothuis       | Schaatsen            | 500m, 1.000m, 1.500m                                                   | 3e spelen |
| Sybren Jansma          | Bobsleeën            | Viermansbob                                                            | 3e spelen |
| Antoinette de Jong     | Schaatsen            | 3.000m                                                                 | debutant  |
| Bob de Jong            | Schaatsen            | 10.000m                                                                | 5e spelen |
| Dimi de Jong           | Snowboarden          | Halfpipe                                                               | debutant  |
| Esmé Kamphuis          | Bobsleeën            | Tweemansbob                                                            | 2e spelen |
| Sanne van Kerkhof      | Shorttrack           | aflossing                                                              | 2e spelen |
| Yara van Kerkhof       | Shorttrack           | 500m, 1000m, 1500m, aflossing                                          | debutant  |
| Niels Kerstholt        | Shorttrack           | 500m, 1.000m, aflossing                                                | 3e spelen |
| Arno Klaassen          | Bobsleeën            | Viermansbob                                                            | debutant  |
| Carien Kleibeuker      | Schaatsen            | 5.000m                                                                 | 2e spelen |
| Sjinkie Knegt          | Shorttrack           | 500m, 1000m, 1500m, aflossing                                          | 2e spelen |
| Sven Kramer            | Schaatsen            | 5.000m, 10.000m, ploegenachtervolging                                  | 3e spelen |
| Marrit Leenstra        | Schaatsen            | 500m, 1.000m, 1.500m, ploegenachtervolging                             | debutant  |
| Cheryl Maas            | Snowboarden          | Slopestyle                                                             | 2e spelen |
| Ronald Mulder          | Schaatsen            | 500m                                                                   | 2e spelen |
| Michel Mulder          | Schaatsen            | 500m, 1.000m                                                           | debutant  |
| Jorien ter Mors        | Schaatsen Shorttrack | 1.500m, ploegenachtervolging (LB) 500m, 1.000m, 1.500m, aflossing (ST) | 2e spelen |
| Yvonne Nauta           | Schaatsen            | 5.000m                                                                 | debutant  |
| Laurine van Riessen    | Schaatsen            | 500m                                                                   | 2e spelen |
| Lara van Ruijven       | Shorttrack           | 500m, aflossing                                                        | debutant  |
| Nicolien Sauerbreij    | Snowboarden          | Parallelreuzenslalom, Parallelslalom                                   | 4e spelen |
| Jan Smeekens           | Schaatsen            | 500m                                                                   | 2e spelen |
| Mark Tuitert           | Schaatsen            | 1.000m, 1.500m                                                         | 3e spelen |
| Koen Verweij           | Schaatsen            | 1.000m, 1.500m, ploegenachtervolging                                   | debutant  |
| Judith Vis             | Bobsleeën            | Tweemansbob                                                            | debutant  |
| Dolf van der Wal       | Snowboarden          | Halfpipe                                                               | 2e spelen |
| Freek van der Wart     | Shorttrack           | 500m, 1000m, aflossing                                                 | debutant  |
| Annouk van der Weijden | Schaatsen            | 3.000m                                                                 | debutant  |
| Ireen Wüst             | Schaatsen            | 1.000m, 1.500m, 3.000m ,5.000m ploegenachtervolging                    | 3e spelen |
| Bror van der Zijde     | Bobsleeën            | Viermansbob                                                            | debutant  |